# Piccadilly Palare
Piccadilly Palare è un brano del cantante inglese Morrissey.
Pubblicato anche come singolo, il 18 ottobre del 1990 dalla HMV Records, il disco raggiunse la posizione numero 18 della Official Singles Chart. Il brano è contenuto anche nella raccolta Bona Drag, uscita nel 1990.

## Realizzazione
Scritto assieme a Kevin Armstrong e prodotto da Clive Langer ed Alan Winstanley,  il brano vede la presenza in studio dell'ex Smiths Andy Rourke al basso e di Suggs, cantante dei Madness, alla seconda voce.
La copertina ritrae una foto di Morrissey, realizzata da Anton Corbijn. Sul vinile dei 7" e dei 12" è incisa la frase: GEORGE ELIOT KNEW.

## Testo
"Non è un disco particolarmente forte. Non è travolgente, il soggetto è anche un po' datato. È una canzone che parla di prostituzione maschile. Ma non vado in giro per la strada dicendo Guardami, canto di prostituzione maschile, non è incredibilmente unico? Non voglio il plauso per un soggetto nuovo, ma devo dire che imbattersi in un disco pop con una situazione abbastanza unica è di per sé interessante." (Morrissey intervistato da Vox, 1990)
Per il testo, Morrissey, ha scelto di scrivere di un argomento insolito nella musica pop, la prostituzione maschile, in particolare quella attorno alla zona di Piccadilly a Londra. Il titolo della canzone si riferisce al gergo della lingua Polari, usata per la prima volta da prostituti maschi nel XIX secolo, e poi ripreso dalla comunità omosessuale britannica negli anni sessanta, per mascherare predilezioni sessuali illegali nel Regno Unito, fino al 1967.
"Palare (o Polari) è il dialetto gitano che venne adottato dal teatro degli anni settanta e, ho sentito, usato anche dai prostituti maschi." ha dichiarato Morrissey in un'intervista pubblicata su The Face, nel 1990 "Hanno le loro parole in codice per inquadrare le persone e capirsi tra di loro. La canzone parla di prostituzione maschile a Piccadilly. Diventò una cosa molto grande negli anni settanta. Nel Nord, tra la maggior parte delle persone che conosco, c'era qualcosa di stranamente romantico riguardo a tutta la faccenda. Ne parlavano liberamente." (Morrissey intervistato da The Face, 1990)

## Tracce
- UK 7"

1. Piccadilly Palare - 3:26
2. Get Off the Stage - 3:04

- UK 12" / CDs

1. Piccadilly Palare - 3:26
2. At Amber - 2:43
3. Get Off the Stage - 3:04

## Formazione
- Morrissey – voce
- Andy Rourke - basso
- Kevin Armstrong - chitarra
- Andrew Paresi - batteria
- Suggs - voce